# Beceletova jama
Beceletova jama je kraška jama, ki leži v bližini naselja Zagrad pri Otočcu na Dolenjskem.
V jami se je leta 1942 skrival narodni heroj Vinko Paderšič. Italijani so jamo po izdaji obkolili, Paderšič pa je po dolgotrajnem boju pred zajetjem v njej storil samomor.